# Beurer
Die Beurer GmbH ist ein mittelständisches Familienunternehmen mit Hauptsitz in Ulm, das Elektrogeräte für Gesundheit und Körperpflege anbietet. Das Unternehmen produzierte 1919 in Deutschland die ersten Heizdecken und -kissen, auf die es bis Mitte der 80er Jahre spezialisiert war.

## Geschichte
Das Unternehmen wurde 1919 durch Käthe und Eugen Beurer in Ulm gegründet. Hauptprodukte waren damals Heizkissen und Haartrockner. Nach dem Zweiten Weltkrieg gelang dem Ehepaar gemeinsam mit ihrem Sohn Bernhard Beurer ein Neustart. 1952 wurden Wärme-Unterbetten eingeführt.
1987 fand im Rahmen der Diversifikation unter dem Geschäftsführer Dieter Bühler eine Sortimentverbreiterung „Gesundheit und Wohlbefinden“ statt. Nach größeren Verlusten im Exportgeschäft wurde 1992 das Produktionswerk Beurer Hungaria Kft in Ungarn errichtet und 2001 die letzten nicht automatisierbaren Fertigungsbereiche dorthin ausgelagert.
Seit 2002 bietet Beurer ein Vollsortiment an Waagen an. 2005 startete das Produktsortiment „Schönheit und Fitness“. Das 1999 übernommene britische Unternehmen Winterwarm Holding Ltd, Birmingham, das mit 18 Mio. DM Umsatz und 30 % Marktanteil zu den führenden Anbietern von Heizkissen und -decken in Großbritannien gehörte, wurde 2005 geschlossen.
2007 erfolgte die Erweiterung des Produktsortiments durch Blutzuckermessgeräte sowie die Einführung der Produktsparte „Beurer medical“.
2008 wandelte sich das Unternehmen von einer GmbH & Co. KG zur GmbH. 2010 hat Beurer sein Sortiment um Babyprodukte wie Babyphones, Babywaagen, Thermometer, Milchpumpen, Babykostwärmer und Dampfsterilisatoren erweitert. Seit 2011 vertreibt Beurer Haarpflegeprodukte unter der Marke „Udo Walz by Beurer“. 2012 wurde das Beauty-Segment mit u. a. Haarentfernungsprodukten, Maniküre/Pediküre-Geräten und Gesichtspflegeprodukten weiter ausgebaut.
Im Jahr 2013 wurde das Sortiment um Produkte aus dem Bereich „Connect“ erweitert. Vernetzte Produkte aus den Bereichen „Gewicht“, „Aktivität“, „Blutdruck“, „Blutzucker“ und „Schlaf“ können gemeinsam mit dem Beurer HealthManager, einem Gesundheitsmonitoring System, verwendet werden. Seitdem wurde das Sortiment an vernetzten Produkten stetig ausgebaut und um weitere Apps erweitert.
Im Jahr 2016 hat Beurer mit der „SleepLine“ eine Produktlinie rund um das Thema Schlaf entwickelt. Diese umfasste neben einem Schlafsensor, einen Schnarchstopper sowie einen Luftbefeuchter, ein Hygrometer und einen Luftreiniger.
2019 übernahm Beurer das Fitness-Start-Up Antelope, einen Anbieter von Sportbekleidung mit integrierten Elektroden zur mobilen Elektrostimulation.
Im Jahr 2020 startete das Unternehmen aufgrund der Corona-Pandemie die Produktion von medizinischen Gesichtsmasken. Im selben Jahr wurde die Männerpflegelinie „Barbers Corner“ eingeführt.
2021 baute Beurer den Standort Ungarn zur europäischen Produktionsstätte für Medizinprodukte aus und produzierte neben Wärmeprodukten dort seither auch Produkte für den Medical-Bereich.

## Konzernstruktur
Beurer ist weltweit in über 100 Ländern vertreten. Das Unternehmen ist direkt und indirekt an neun Unternehmen in Deutschland und 27 Unternehmen im Ausland beteiligt.
Beurer unterhält folgende Tochterunternehmen:
- Hans Dinslage GmbH, seit 1964, Uttenweiler, Heizdeckenfabrik, seit 1992 hauptsächlich Distributionszentrum 100 %, Inhaber der Marke SANITAS, unter deren Namen Beurer ebenfalls Gesundheitsprodukte anbietet.
- Beurer Produktion Hungaria, seit 1992, Werk in Veszprém, Ungarn, 90 %
- Beurer Far East Limited, Hongkong, seit 2006
- Beurer Italia, seit 2009
- Beurer North America, seit 2010
- Beurer UK, seit 2011
- Beurer France, seit 2011
- Beurer Medical Italia SRL, seit 2012
- Beurer Austria, seit 2014
- Beurer Hungaria, seit 2015
- Medel, Erwerb im November 2015
- Beurer Switzerland, seit 2019
- Beurer Poland, seit 2019
- Beurer India, seit 2019
- Beurer Benelux, seit 2023
- Beurer Korea, seit 2023

## Produkte

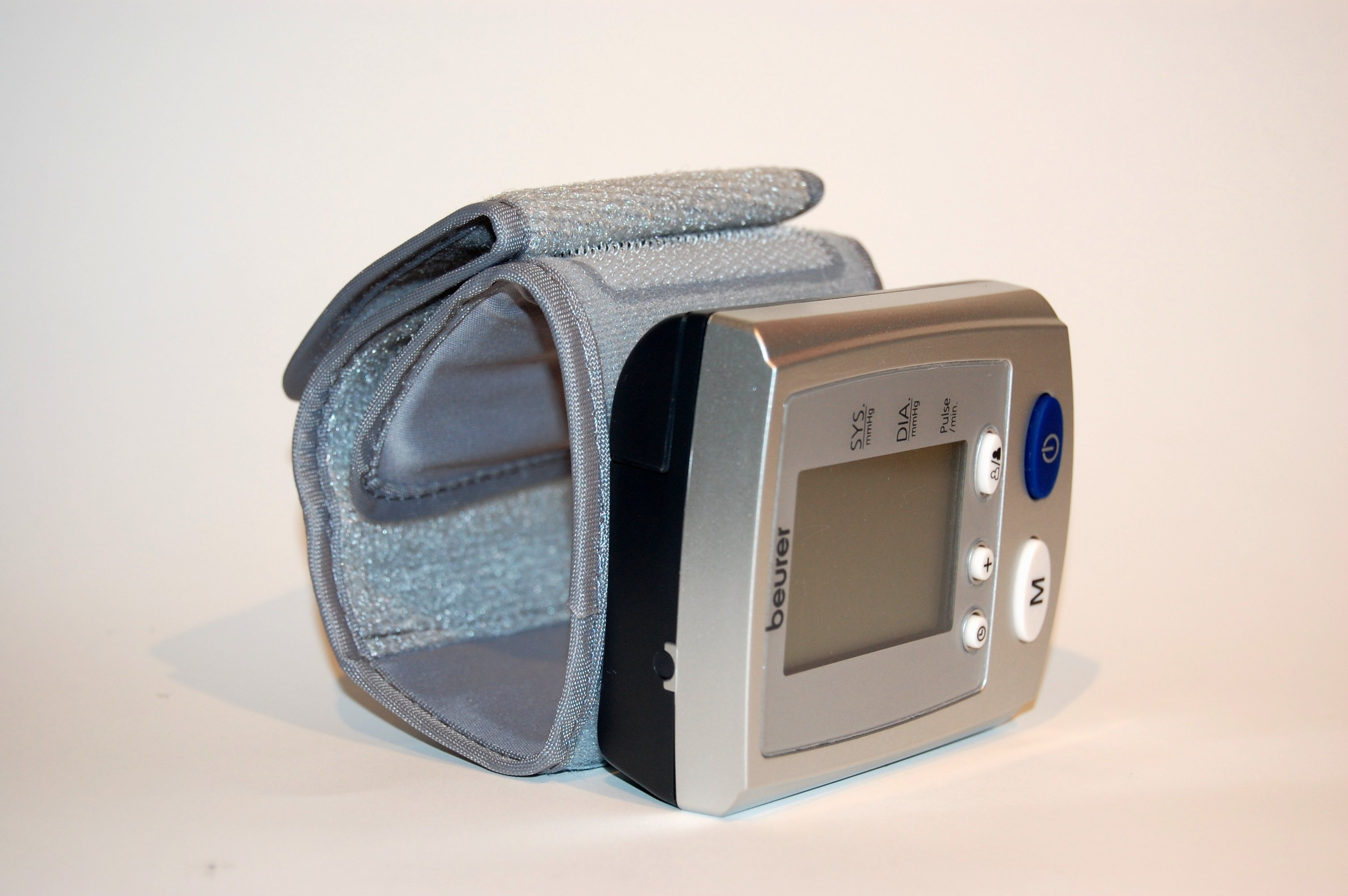
Blutdruckmessgerät der Firma Beurer

Beurer hat rund 1600 Mitarbeiter und stellt Produkte unter folgenden Produktgruppen her:
- Gesundheit: Blutdruckmessgeräte, Inhalatoren, Tageslichtlampen, Infrarotlampen, TENS-Geräte, Waagen, Blutzuckermessgeräte, Pulsoximeter, Fieberthermometer, mobile EKG-Geräte, Hörhilfen, Notfallprodukte, Basalthermometer, Beckenboden-Trainingshilfen, Mund-Nasen-Schutz
- Wohlbefinden: Heizkissen, Wärmeunterbetten, Heizdecken, Fußwärmer, Massagegeräte, Luftreiniger, Luftbefeuchter, Aroma Diffuser, Hygrometer, Meeresklimagerät (maremed®), Ventilatoren, Lichtwecker
- Schönheit: Maniküre- und Pediküregeräte, Gesichtspflegeprodukte, Haarstylingprodukte, Haarentfernungsprodukte, Körperbürsten
- Körperpflege: Männerpflege, Zahnpflege
- Haushalt: Küchenwaagen, Kofferwaagen
- Fitness: EMS-Anzüge (Antelope), EMS-Geräte, Faszientrainingsgeräte, Achillessehnenmassage, Fitnesstracker
- Baby: Flaschenwärmer, Inhalatoren für Kinder, Babyphones, Babywaagen, Milchpumpen, Fieberthermometer für Kinder, Nasensauger, Sterilisatoren, Läusekämme